# ناویا
ناویا (انگلیسی: Navya) شرکت خودروسازی فرانسوی است، که در سال ۲۰۱۴ تأسیس شد.